# Black Lions
Die Black Lions sind ein ehemaliges österreichisches American-Football-Team aus der Kärntner Landeshauptstadt Klagenfurt.

## Vereinsgeschichte
Die Carinthian Black Lions waren bis 2011 der jüngste österreichische Footballverein in der höchsten Spielklasse. Bei ihrer Gründung 2005 fusionierten sie mit den bereits existierenden Footballteams der Carinthian Falcons und den Carinthian Cowboys.
2008 war das international erfolgreichste Jahr der Carinthian Black Lions, als sie zunächst im EFAF-Cup gegen die Badalona Dracs mit  39:20 gewannen, dann aber knapp gegen die Parma Panthers auswärts mit 42:35 im Viertelfinale scheiterten.
Gemeinsam mit den Cineplexx Blue Devils bildeten die Black Lions in der Saison 2009 die sogenannte Interdivision in der AFL. Dies bedeutet, dass sie sowohl gegen die vier gesetzten Vereine der AFL, als auch gegen die Vereine der Division I Meisterschaftsspiele austragen müssen, wobei es nie zu einem Duell mit den Blue Devils aus Hohenems kommen kann. In den Playoffs mussten sich die Black Lions aber schon früh gegen die favorisierten Danube Dragons mit 41-37 geschlagen geben.
Nach einer neuerlichen Ligareform für die Saisonen 2010 und 2011 waren die Black Lions ein Teil der acht Teams beinhaltenden AFL. Dort konnten sie, wie schon 2009, als sie zu Hause gegen die Raiffeisen Vikings Vienna gewinnen konnten, überraschen, indem sie die hoch favorisierten Turek Graz Giants in Graz besiegten.
Ab der Saison 2011 nannte sich das Team nur mehr Black Lions, ohne dem Präfix Carinthian.
Nach dieser Saison gab man den Spielbetrieb aus wirtschaftlichen Gründen auf.

## Teams

### Kader
Stand: 4. Mai 2010

### Nachwuchsteams
Neben der Kampfmannschaft gab es auch zwei Nachwuchsteams der Black Lions:
- Jugend: 15–16 Jahre
- Junioren: 17–19 Jahre